# Pejovići
Pejovići este un sat din comuna Cetinje, Muntenegru. Conform datelor de la recensământul din 2003, localitatea are 5 locuitori (la recensământul din 1991 erau 9 locuitori).

## Demografie
În satul Pejovići locuiesc 5 persoane adulte, iar vârsta medie a populației este de 61,9 de ani (60,3 la bărbați și 68,5 la femei). În localitate sunt 3 gospodării, iar numărul mediu de membri în gospodărie este de 1,67.
|  |

| Demografie | Demografie | Demografie |
| An         | Locuitori  | Locuitori  |
| ---------- | ---------- | ---------- |
|            |            |            |
|            |            |            |
|            |            |            |
|            |            |            |
| 1948       | 44         |            |
| 1953       | 50         |            |
| 1961       | 29         |            |
| 1971       | 23         |            |
| 1981       | 9          |            |
| 1991       | 9          | 9          |
| 2003       | 5          | 5          |

| \| Componența etnică conform recensământului din 2003[2] \| Componența etnică conform recensământului din 2003[2] \| Componența etnică conform recensământului din 2003[2] \| Componența etnică conform recensământului din 2003[2] \| Componența etnică conform recensământului din 2003[2] \| \| ----------------------------------------------------- \| ----------------------------------------------------- \| ----------------------------------------------------- \| ----------------------------------------------------- \| ----------------------------------------------------- \| \| \| \| \| \| \| \| Sârbi \| Sârbi \| \| 5 \| 100% \| \| necunoscută \| necunoscută \| \| 0 \| 0% \| |             |  |   |      |
| Componența etnică conform recensământului din 2003 |             |  |   |      |
| |             |  |   |      |
| Sârbi | Sârbi       |  | 5 | 100% |
| necunoscută | necunoscută |  | 0 | 0%   |